# 小行星4097
小行星4097（4097 Tsurugisan）是一颗围绕太阳公转的小行星。1987年11月18日，關勉在藝西天文台发现了此天体。
該小行星以日本德島縣的劍山命名。
这颗小行星的绝对星等为321.8629990714949等。